# Giuseppe Fabiani (accademico)
Giuseppe Fabiani (Siena, 1720 – Siena, 1807) è stato uno scrittore italiano.

## Biografia
Nacque a Siena nel 1720 da Alessandro e da Teresa Nenci. A causa dell'abitudine del Fabiani di nascondere le sue opere dietro l'anonimato, nomi di altri autori e pseudonimi accademici, la sua resta una figura molto labile. Intraprese gli studi nella città di Siena presso i gesuiti, qui apprese le basi del greco antico e divenne un buon traduttore. Abbracciò lo stato ecclesiastico, ma probabilmente soltanto fino agli ordini minori in quanto viene sempre definito "abate", salvo rari casi in cui viene utilizzato il termine sacerdote. Col nome di "Secondante" entrò a far parte dell'Accademia dei Rozzi, all'interno della quale si interessò in modo particolare alle origini e alla storia dell'istituzione, diventandone archivista. Oltre a questa si interessò anche ad altre accademie senesi, in particolare a quella degli Intronati e a quella dei Fisiocritici. Riguardo alle sue opere sorge un problema sull'attribuzione: egli fece diverse pubblicazioni, molte delle quali non firmate o con nomi diversi. La data della morte è vaga: la maggior parte delle fonti la colloca a Siena nel 1807, all'età di 87 anni, ma alcune propongono il 1805.

## Opere principali
- Il Pluto di Aristofane, comedia prima greco-italiana in versi con sue annotazioni, opera del Sig. G. B. Terucci, 1751.
- Memoria sopra l'origine ed istituzione delle principali Accademie della città di Siena, dette degli Intronati, dei Rozzi e dei Fisiocritici, 1757.
- Osservazioni sulla dissertazione storico-critica della vera origine dello spedale di S. Maria della Scala di Siena scritta da Gio. Antonio Peri, raccolte e completate da un bottegaio sanese, stato già servente in detto spedale, 1757.
- Vita di mons. Alessandro Piccolomini, arcivescovo di Patrasso, 1759.
- Il duomo di Siena scritto per comodo de'forestieri da Giacomo Pianigiani custode anziano del medesimo, 1760.
- Discorso di Senofonte sulle rendite di Atene e de' vari mezzi di accrescerle, di greco in italiano tradotto colle annotazioni dell'abate Giuseppe Fabiani, 1763.
- Narrazione delle gesta di Enea Silvio Piccolomini, poi Pio II, rappresentate sulle pareti della libreria corale del duomo di Siena da Pinturicchio, con gli schizzi e cartoni di Raffaello d'Urbino in dieci quadri colle loro rispettive iscrizioni, 1771.
- Storia dell'Accademia de' Rozzi estratta da manoscritti della stessa dall'Accademico Secondante e pubblicata dall'Acceso, 1775.
- Descrizione dell'Evangeliario greco esistente nel cassone delle reliquie dello spedale di S. Maria della Scala di Siena, 1780.